# باورزتاون (ایندیانا)
باورزتاون (به انگلیسی: Bowerstown) یک منطقهٔ مسکونی در ایالات متحده آمریکا است که در شهرستان هانتینگتن، ایندیانا واقع شده‌است. باورزتاون ۲۲۵٫۸۶ متر بالاتر از سطح دریا واقع شده‌است.